# Avro Baby
L'Avro Baby, inizialmente chiamato Popular (Popolare in inglese), era un aereo da turismo sportivo monomotore e biplano sviluppato dall'azienda aeronautica britannica A.V. Roe and Company (Avro) nei tardi anni dieci del XX secolo, subito dopo il termine della prima guerra mondiale.

## Storia del progetto

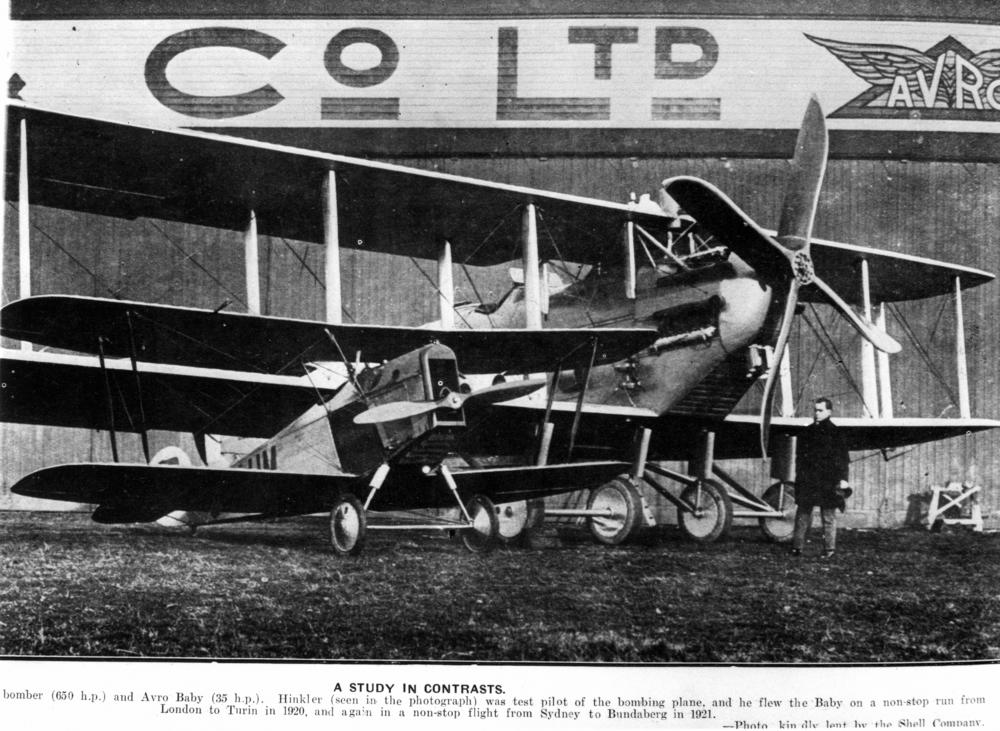
Un Baby (a sinistra) accanto ad un Aldershot. Sulla destra il pilota australiano Bert Hinkler

L'Avro Baby fu progettato in modo da avere un prezzo di vendita ragionevole, per essere in grado di formare i giovani piloti nel passaggio dai lenti addestratori ai modelli più performanti riuscendo a garantire nel contempo buone doti sportive. Difatti, sebbene il Baby fosse notevolmente stabile, era anche molto recettivo ai comandi, così che un principiante difficilmente avrebbe potuto prendere confidenza con l'aereo già al primo volo.

## Tecnica
L'Avro Baby era un biplano dal design convenzionale, con una struttura in legno rivestita in tela. Sia l'ala superiore che quella inferiore erano dotate di alettoni. Inizialmente, l'aereo avrebbe dovuto essere privo di deriva e con un grosso timone di forma circolare. In seguito si optò però per un design più classico, con deriva e timone. Il carrello era di tipo fisso e monoasse. In coda era presente un pàttino d'atterraggio. Il primo prototipo era motorizzato con un Green C.4, un 4 cilindri in linea raffreddato a liquido. Il motore, già adottato sull'Avro Type D, era un progetto antecedente alla prima guerra mondiale ma fu ampiamente rivisto nel dopoguerra dalla Green Engine Co. La nuova unità era più leggera di 3 kg ed erogava 35 hp (26 kW). Nonostante la poca potenza, il Baby dimostrò prestazioni eccellenti e divenne molto popolare tra i piloti. Alcuni esemplari furono dotati di motori più potenti, come l'ADC Cirrus I e il Le Rhône 9C.

## Esemplari costruiti
L'Avro Baby fu costruito in varie versioni, per complessivi 10 esemplari:
- Avro 534 Baby: Monoposto, motore Green, costruito in 3 esemplari:
  - Il primo prototipo volò per la prima volta il 30 aprile 1919. L'aereo si schiantò al suolo dopo due minuti di volo a causa di un errore del pilota.
  - Il secondo prototipo (matricola G-AECQ[1]) volò il 31 maggio 1919. Il 21 giugno, ai comandi del capitano ed asso dell'aviazione Harold A. Hamersley vinse la Coppa Shell. In seguito presenziò all'ELTA, grande manifestazione aerea che si aprì il 1º agosto, dove fu portato in volo da diversi piloti.[4] Nel febbraio 1920 Roy Chadwick, che oltre ad averlo progettato svolgeva anche il ruolo di pilota collaudatore, provò a volare senza giubbotto di volo. Il freddo gli fece però perdere conoscenza, e l'aereo privo di controllo si schiantò contro alcuni alberi. Chadwick sopravvisse ma riportò fratture multiple, mentre l'aereo fu rapidamente riparato. Fu acquistato da Bert Hinkler[5], che il 31 maggio 1920 compì un volo non-stop da Croydon a Torino, 1.050 km, in 9 ore e 30 minuti. Il 24 luglio dello stesso anno ottenne il secondo posto nel Aerial Derby di Hendon. Spedito il suo Baby in Australia su una nave cargo, l'11 aprile 1921 Hinkler stabilì un nuovo record di distanza, volando da Sydney alla sua città natale, Bundaberg, 1.280 km che riuscì a coprire in 8 ore e 40 minuti. In seguito fu re-immatricolato prima come G-AUCQ e poi come VH-UCQ.
  - Un terzo 534 (matricola G-EBDA[1]), fu venduto ad un pilota sovietico di nome Gwaiter, che lo portò a casa volando da Londra a Mosca.
- Avro 534A Water Baby[2]: Versione idrovolante a scarponi con timone modificato e deriva maggiorata. Un esemplare costruito (matricola G-EAPS[1]), perso in un incidente aereo il 7 settembre 1921.
- Avro 534B Baby: Monoposto, motore Green, versione sesquiplano con fusoliera rivestita in compensato. Un esemplare costruito (matricola G-EAUG[1]), perso in un incidente aereo il 4 agosto 1920.
- Avro 534C Baby: Monoposto, motore Green, versione con ali mozzate per le gare di velocità. Un esemplare costruito (matricola G-EAXL[1]), perso in un incidente aereo il 6 settembre 1922.
- Avro 534D Baby: Monoposto, motore Green. Un esemplare costruito (matricola G-EAYM[1]). Nel 1929 fu acquistato da un uomo d'affari indiano e modificato, su sua richiesta, in modo da adattarlo ai climi caldi. Re-immatricolato in India come G-IAAM.
- Avro 543 Baby[2]: Biposto con fusoliera opportunamente allungata, motore Green. Un esemplare costruito (matricola G-EAUM[1]). Nel 1920 ai comandi di Harold A. Hamersley vinse l'Aerial Derby, mentre nel settembre 1922 giunse ultimo alla Coupe du Roi. Nel 1926 fu dotato di un ADC Cirrus I da 60 hp (45 kW). Passò vari proprietari prima di essere radiato nel 1934.
- Avro 554 Antarctic Baby[2]: Esemplare unico, si trattava di una versione da fotografia aerea costruita per la spedizione Quest in Antartide del 1921/22. Idrovolante a scarponi, presentava un piano orizzontale rialzato. I tiranti tra le ali, che sarebbero stati difficili da tendere indossando i guanti, furono sostituiti da puntoni in acciaio. Questa versione montava un Le Rhône 9C da 80 hp (60 kW). Dopo alcuni test a Southampton Water, l'aereo ed il pilota, il maggiore Roderick Carr, furono imbarcati sulla Quest. A causa di problemi ai motori la nave non riuscì a fare scalo a Città del Capo, dove avrebbe dovuto caricare alcuni componenti dell'aereo, e fu costretta a raggiungere direttamente Rio de Janeiro. I componenti furono recuperati solo il 16 settembre 1922, a spedizione ormai conclusa. Nel 1923 fu venduto al capitano R.S. Grandy della Bowring Brothers di Saint John's, Canada. Registrato con la matricola G-EBFE[1], effettuò i test preliminari ad Hamble, per poi essere portato in Canada. Modificato con sci al posto delle ruote, così da poter decollare ed atterrare sulla neve, fu destinato ad operare come aereo da ricognizione da una nave fochiera della Brownig Brothers, la Neptune. Riuscì a vincere l'iniziale ostilità dell'equipaggio, che non lo voleva a bordo, quando nel 1924 avvistò un branco di 125.000 foche. Da allora operò per altre stagioni di caccia, pilotato da C.S. "Jack" Caldwell, fino al 1927 quando fu rimpiazzato da un Avro Avian.
- Leigh/Avro Baby: Una versione molto particolare dell'Avro Baby fu realizzata nel 1920 da H.G. Leigh.[2] Le ali originali furono rimosse, lasciando spazio ad unica ala installata nella parte superiore della fusoliera, con gli alettoni fissati alle due estremità. Sopra di questa Leigh fece installare altre 6 ali, più strette ma con la medesima apertura dell'ala inferiore[6], ottenendo così un elevato allungamento alare e una conseguente riduzione della resistenza aerodinamica. La struttura nel complesso aggiungeva 30 kg al peso originale. Questo tipo di configurazione, chiamata Venetian blind (Tenda veneziana), era stata già sperimentata dal pioniere dell'aviazione Horatio Frederick Phillips durante gli anni novanta del XIX secolo.[7] Nel 1929 Frederick George Miles rilevò l'attività di Leigh, nei cui magazzini erano presenti ancora diversi telai incompleti di Baby. Nonostante ciò il successivo prototipo creato da Miles, il Southern Martlet G-AAII, non era una conversione del Baby come da molti creduto. Utilizzava difatti diversi componenti metallici del piccolo biplano Avro, ma nel complesso si trattava di un progetto nuovo.[6]

Furono proposte altre varianti, che però rimasero solo allo stadio di progetto:
- Avro 534E: Monoposto, ali pieghevoli.[1]
- Avro 534F: Monoposto, motore Bristol Lucifer da 100 hp.[1]
- Avro 534G: Monoposto, motore ADC Cirrus I.[1]
- Avro 544: Biposto, motore Le Rhône 9C.[1]

## Esemplari attualmente esistenti
L'Avro 534 Baby di Hinkler è oggi esposto, con livrea e matricola originali, al Queensland Museum di Brisbane, in Australia.